# Giuliano Di Bernardo
Giuliano Di Bernardo (Penne, 1º marzo 1939) è un filosofo e massone italiano.
Gran maestro del Grande Oriente d'Italia dal 1990 al 1993, ha poi fondato la Gran Loggia Regolare d'Italia.

## Biografia
Diplomato in ragioneria e poi ragioniere impiegato in banca, si laureò rocambolescamente in Sociologia nel turbolento periodo del Sessantotto presso l'allora neonata Università degli Studi di Trento. Nello stesso ateneo seguì la carriera accademica, divenendo docente ordinario di Filosofia della scienza e di Logica, nonché pro-rettore dal 1985 al 1987. È inoltre autore di numerosi saggi e pubblicazioni sul tema della filosofia delle scienze sociali e della logica delle norme. 
Fu iniziato alla massoneria nella loggia bolognese "Risorgimento-VIII agosto" nel 1961,  divenendo Maestro venerabile della loggia "Zamboni-De Rolandis" nel 1972. Nello stesso anno chiese e ottenne di venire inserito tra i massoni "coperti" per ragioni di riservatezza legata alla sua professione di docente; erano quelli infatti gli anni delle occupazioni universitarie e del terrorismo. Stessi requisiti di riservatezza ebbe la sua appartenenza al Capitolo Nazionale del Rito scozzese antico e accettato.
L'11 marzo 1990 fu eletto Gran maestro del Grande Oriente d'Italia, grazie soprattutto ad un suo libro sulla filosofia della massoneria. Negli anni della sua maestranza tenne posizioni di aperto contrasto con la Chiesa cattolica, dichiarò espressamente il proprio sostegno al Partito Socialista Italiano, e dovette confrontarsi con la cosiddetta "inchiesta Cordova" (dal nome del pubblico ministero di Palmi Agostino Cordova). In seguito a dissidi con i vertici del GOI, Di Bernardo decise di dimettersi dalla carica di Gran Maestro il 15 aprile 1993 al termine della Gran Loggia annuale, tenutasi a Roma. Due giorni dopo diede vita, insieme ad altri otto fondatori, alla Gran Loggia Regolare d'Italia. Al vertice del GOI gli succedette il reggente Eraldo Ghinoi. 
La neonata Obbedienza si regge sulle Logge fuoriuscite dal GOI, caratterizzandosi per l'uso esclusivo del rito inglese Emulation. Otto anni dopo la fondazione, Di Bernardo si dimette dalla GLRI; gli succede alla guida dell'Obbedienza il sociologo Fabio Venzi. Di Bernardo quindi avvia un nuovo progetto iniziatico, denominato Dignity Order. Pur dichiarando di essere fuoriuscito dalla Massoneria, Di Bernardo da anni si presta a rilasciare interviste e dichiarazioni sull'argomento sia a giornalisti, sia ad organi inquirenti. Nel 2017 ha polemizzato con il GOI dopo aver reso una dichiarazione alla Commissione parlamentare antimafia relativa a presunte rivelazioni del defunto Ettore Loizzo, uno dei responsabili della massoneria calabrese. Nel settembre 2017 il GOI ha annunciato l'intenzione di denunciare Di Bernardo per diffamazione e calunnia. Il 7 aprile 2018 lo stesso Di Bernardo annuncia di voler a sua volta querelare il Gran Maestro del GOI Stefano Bisi per diffamazione. Il 25 novembre 2019 la querela di Di Bernardo a carico di Bisi viene archiviata per insussistenza.
Nel 2020 pubblica il volume dal titolo Il futuro di Homo Sapiens nel quale dichiara che l'Uno-dio dovrà essere un uomo dotato «di grande carisma, di eccezionali doti intellettive e di profonda saggezza», guida suprema di un'umanità omologata dalla globalizzazione. Il suo governo, circondato da un élite di Illuminati, dovrà essere basato sulla ricerca di un vasto consenso popolare e, se necessario, perseguito con forme di Stato diverse dalla democrazia, sul modello della Cina e del Confucianesimo.